# Imsweiler
Imsweiler là một đô thị thuộc thuộc huyện Donnersberg, Đức. Đô thị Imsweiler có diện tích 9,9 km², dân số thời điểm ngày 31 tháng 12 năm 2006 là 593 người.